# عبد الحسين آيتي
عبد الحسين آيتي (1871 - 1953)، صحفي وكاتب ومعلم، كان مُبشرًا بهائيًا، قضى 18 عامًا من التبشير للبهائية وكان رفيق مقرب من `عبد lلبهاء العباس، ومنح ألقاب مثل «رئيس المبشرين» والطوَّاف.
ثم أعلن إسلامه وأصبح خصمًا للبهائية، عاد إلى طهران وقضى بقية حياته في مدرسة ثانوية. خلال هذه الفترة كتب العديد من الأعمال من الشعر والنثر، وثلاثة كتب ترد على الديانة البهائية. حتى وصفه أحد المراجع البهائية بـ «الوقح المُرتد».
كان كتاب «حضرة بهاء الله والعصر الجديد» يحتوي على كثير من المدح له، ولكن بعد خروجه عن الديانة البهائية تم إزالتها من الطبعات اللاحقة.

## أعماله

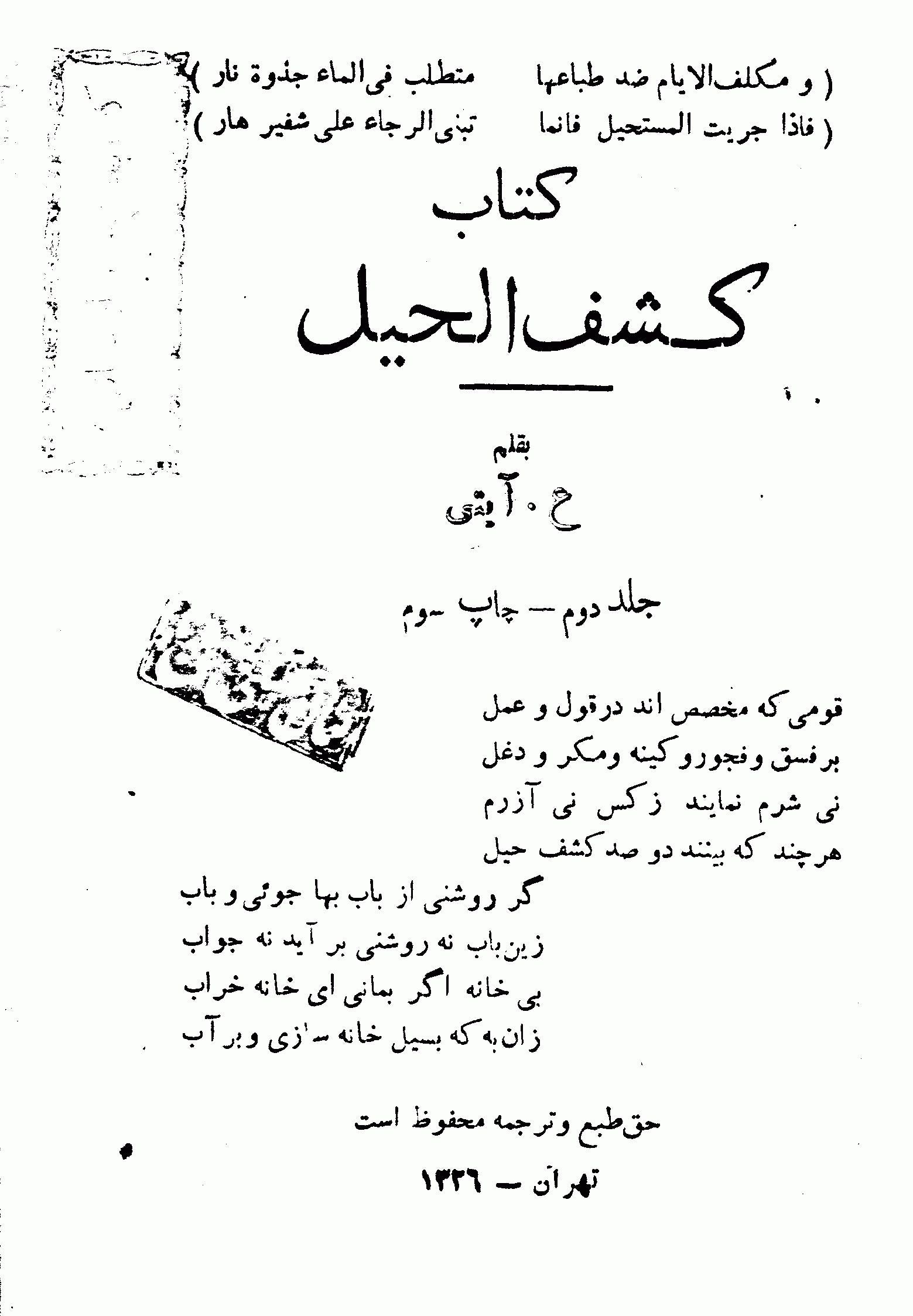
كتاب كشف الحيل، باللغة الفارسية

- الكواكب الدرية في مآثر البهائية، عمل ضخم عن تاريخ البهائية.[1]
- كشف الحيل، في ثلاثة مجلدات، كتبه بعد إسلامه، يرد فيه على البهائية.[1] المجلد 1, المجلد 2, المجلد 3.